# Dietrich-Jürgen Manske
Dietrich-Jürgen Manske (oft auch als Dietrich Jürgen Manske aufgeführt, * 21. April 1937 in Eberswalde; † 28. Mai 2019 in Altenthann (Oberpfalz)) war ein deutscher Geograph und Heimatforscher.

## Leben
Manske stammte aus Eberswalde bei Berlin. Seine Jugend verbrachte Manske in Neunburg vorm Wald. Nach dem Abitur in Cham studierte er Geographie an der Friedrich-Alexander-Universität Erlangen-Nürnberg. 1966 promovierte er mit einer Arbeit zum Thema Das Schwarzachbergland. Nach seiner Promotion arbeitete Manske zunächst an der Universität Erlangen.
1968 wurde er wissenschaftlicher Assistent am Lehrstuhl für Geographie im Fachbereich Geschichte, Gesellschaft und Politik der Philosophischen Fakultät an der Universität Regensburg. Seine wesentlichen Beiträge bestanden im Aufbau des Faches Kulturgeographie. 1983, nach seiner Habilitation, erhielt er die Lehrbefugnis im Fach Geographie. Ab 1984 war er Professor für Regionalgeographie.
Manske war Mitbegründer und langjähriger Schriftleiter der Regensburger Geographischen Schriften und Mitherausgeber der Regensburger Beiträge zur Regional-Geographie und Raumplanung. Als Gutachter war er an der Gestaltung der Planungsregion Oberpfalz-Nord beteiligt.
2002 trat Manske in den Ruhestand.
Manskes Hauptforschungsthemen waren
- Regionalgeographie des ost- und nordbayerischen Raumes
- Kultur- und Wirtschaftsgeographie
- Planungsgeographie[1]
- Regionale Verkehrsgeschichte
- Altstraßenforschung
- Siedlungsforschung[4]

## Familie
Manske war verheiratet mit Agnes Manske. Das Ehepaar hatte 3 Kinder. Die Familie wohnte zunächst in Erlangen, dann in Regensburg, Burgweinting und schließlich in Altenthann.

## Gesellschaftliches Engagement
Von 1993 bis 1996 war Manske Vorsitzender des CSU-Ortsverbandes Altenthann. Manske arbeitete im Arbeitskreis Landeskunde Ostbayern mit.

## Werke
Zahlreiche Online-Quellen finden sich unter Heimatforschung Regensburg
- Zur Frage der Höhensiedlungen im südöstlichen Oberpfälzer Wald. Wiederbesiedlung, Neurodung, Wüstfallen, in: Mitteilungen der Geographischen Gesellschaft in München 53, 1968, S. 307–337
- Das Schwarzachbergland: Probleme eines grenznahen Raumes im südlichen Oberpfälzer Wald, Verlag: Erlangen-Nürnberg, 1968
- Planungsregionen in der Oberpfalz: Vorschläge auf Grund geographischer Analyse, Verlag: Regensburg, Fach Geographie an der Universität Regensburg, 1974
- Die Landschaft und ihre Naturbegebenheiten, in: Im Spiegel der Zeiten. Der Landkreis Amberg-Sulzbach, 1978, S. 9–46 online
- Geographische Landesaufnahme: Die naturräumlichen Einheiten auf Blatt 164 Regensburg. Bundesanstalt für Landeskunde, Bad Godesberg 1981. → Online-Karte (PDF; 4,8 MB)
- Ambergs Lage im Straßennetz der Oberpfalz während des Mittelalters und der Neuzeit. Ein Beitrag zur historischen und Verkehrsgeographie, in: Schriftenreihe der Universität Regensburg 11 (1985), S. 9–45 online
- Das Nebeneinander privatwirtschaftlicher und staatlicher Agrarnutzung im Neretvadelta (Jugoslawien) und seine wirtschafts- sowie siedlungsgeographischen Implikationen, Neretva, Heft + Karte, Broschüre, 1986 Verlag: Geographische Gesellschaft in München, 1986
- Zur Frage der Altstraßen in der Oberpfalz: Beobachtungen an einem Nord-Süd-System, in: Die Oberpfalz, ein europäisches Eisenzentrum, Theuern 1987, S. 71–81 online
- Räuberhöhle, Höllbachtal und Teufelsfelsen. Geographische Besonderheiten im Landkreis Regensburg, in: Landkreis Regensburg, Regensburg 1994, S. 91–104
- Einige Bemerkungen zur Köhlerei unter Berücksichtigung der Oberpfalz und des ostbayerischen Grenzgebirges, in: Oberpfälzer Heimat 41, 1997, S. 111–125
- Sulzbach-Rosenbergs Lage im Verkehrsnetz der Oberpfalz während des Mittelalters und der Neuzeit: Ein Beitrag zur historischen und Verkehrsgeographie, in: Eisenerz und Morgenglanz, Bd. 2, Amberg 1999, S. 463–485
- Das mittelalterliche und frühneuzeitliche Altwegenetz der südwestlichen Oberpfalz (Kreis Neumarkt). Eine historisch-verkehrsgeographische Untersuchung, in: Die Oberpfalz. Mittler zwischen Zeiten und Räumen. Festschrift zum 33. Bayerischen Nordgautag in Berching, Regensburg 2000, S. 45–63 online
- Altstraßenforschung in Ostbayern. Auf den Spuren alter Fern- und Nahverbindungen, mittelalterlicher Wegweiser und Gefahrenhinweise, in: Beiträge zur Flur- und Kleindenkmalforschung in der Oberpfalz 26, 2003, S. 29–48
- Jüngere Forschungen zur frühen Besiedlung der Oberpfalz. Eine Zusammenschau archäologischer, historischer, sprachgeschichtlicher und kulturgeographischer Forschungsergebnisse, in: Der Erdstall 29, 2003, S. 5–19
- Sulzbach und sein Umland. Verkehrspfortensituation vom frühen Mittelalter bis heute, in: Sulzbach und das Land zwischen Naab und Vils im frühen Mittelalter, Sulzbach-Rosenberg 2003, S. 103–111, ISBN 978-3-937117-66-9
- Landschafts-und Naturraum, Altstraßen, in: Amberg und das Land an Naab und Vils (Führer zu archäologischen Denkmälern in Deutschland 44), Stuttgart 2004, S. 14–19
- Teublitz–Premberg: Schnittstelle im mittelalterlichen Fernstraßennetz, in: Amberg und das Land an Naab und Vils (Führer zu archäologischen Denkmälern in Deutschland 44), Stuttgart 2004, S. 142–144 online
- Ensdorf: Kloster Ensdorf und Vierzehnnothelfer-Kapelle am Eggenberg, in: Amberg und das Land an Naab und Vils (Führer zu archäologischen Denkmälern in Deutschland 44), Stuttgart 2004, S. 119–122, zusammen mit Silvia Codreanu-Windauer online
- Flüsse, Täler und ihr Bezug zur Altstraßen- und Siedlungsforschung, dargestellt an Beispielen aus Ostbayern, in: Greule, A./Janka W./ Prinz M. (Hg.): Gewässernamen in Bayern und Österreich, Regensburg 2005, S. 11–34 online
- Vor-und frühgeschichtliche Stege und Wege zwischen Bayern und Böhmen: ein Überblick, in: Frühe Herrschaftsmittelpunkte entlang der Donau zwischen Regensburg und Passau, Regensburger Beiträge zur Regionalgeographie und Raumplanung 10, 2005, S. 139–146, zusammen mit Radan Kvet
- Regensburgs Lage im Nord-Süd-Altstraßensystem der Oberpfalz, in: Reimann, S./Kessel, K. (Hg.): Wissenschaft im Kontakt. Kooperationsfelder der Deutschen Sprachwissenschaft. FestschriftAlbrecht Greule, Tübingen 2007, S. 241–272 online
- Der Raum Kemnath. Ein mittelalterlicher Kreuzungsbereich bedeutender Altwege, in: Kemnath 1000 Jahre und mehr, Pressath 2008, S. 107–160, ISBN 978-3-937117-66-9
- Der Baierweg. Seine Verzweigungen und die Zuordnung der einzelnen Abschnitte in den territorialgeschichtlichen Kontext, in: Zwischen Münchshöfen und Windberg. Gedenkschrift Karl Böhm, Rahden/Westf. 2009, S. 457–474
- Hemau und Painten. Wie konnten sich auf der verkarsteten Hochfläche der südlichen Frankenalb beide zu Stadt und Markt entwickeln?, in: Regensburger Land. Der Landkreis Regensburg in Geschichte und Gegenwart 2, 2009, S. 85–96
- Siedlungsentwicklung im Altlandkreis Oberviechtach und angrenzenden Räumen anhand der Ortsnamen, in: Oberviechtacher Heimatkundliche Beiträge 8, 2010, S. 21–40
- Die Kulturlandschaftliche Erschließung, in: Waldmünchen. Geschichte einer Stadt von den Anfängen bis zur Gegenwart, Stamsried, 2010, S. 30–38
- Bemerkenswertes zu einigen Straßen und Plätzen der Stadt Waldmünchen, in: Waldmünchen.Geschichte einer Stadt von den Anfängen bis zur Gegenwart, Stamsried 2010, S. 39–44
- Untersuchungen zu früh-, hochmittelalterlichen und frühneuzeitlichen Fernwegen von Regensburg nach Franken und an den Main. Ein Beitrag zur Kulturlandschaftsforschung, in: Appl, T./Köglmeier, G.(Hg.): Regensburg, Bayern und das Reich. Festschrift Peter Schmid, Regensburg 2010, S. 43–71 online
- Über die Altstraßen in Bayern, insbesondere in der Oberpfalz. Ergebnisse jüngerer Forschungen in Ostbayern und angrenzenden Räumen mit einem knappen Literaturüberblick, in: Verhandlungen des Historischen Vereins für Oberpfalz und Regensburg 150, 2010, S. 149–173
- Der Baierweg. Ein vor- und frühmittelalterlicher Fernweg aus Nordwestböhmen an die Donau, sein Verlauf, sein Alter sein Name und seine mittelalterlichen Veränderungen im regionalgeschichtlichen Kontext, in: Jahresbericht des Historischen Vereins für Straubing 114, 2012, S. 57–73
- Betend unterwegs. Das Wallfahrtswesen im historisch-geographischen Überblick, in: Die Oberpfalz 101, 2013, S. 57–73
- Frühmittelalterliche Fernwege durch Ostbayern nach Böhmen. Eine interdisziplinäre Zusammenschau historischer, archäologischer, geobotanischer, sprachgeschichtlicher und siedlungsgeographischer Forschungsergebnisse der vergangenen 20 Jahre, in: Die Oberpfalz 104, 2016